# Mammelukken

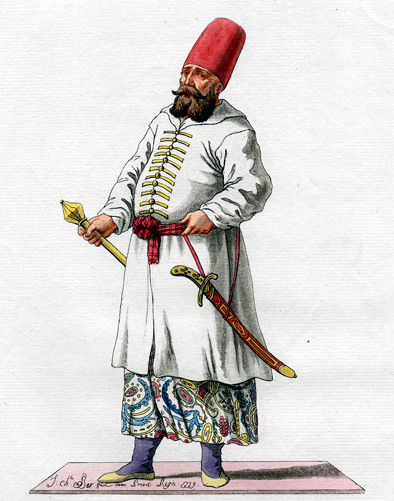
Klederdracht van een mammeluk (1779)

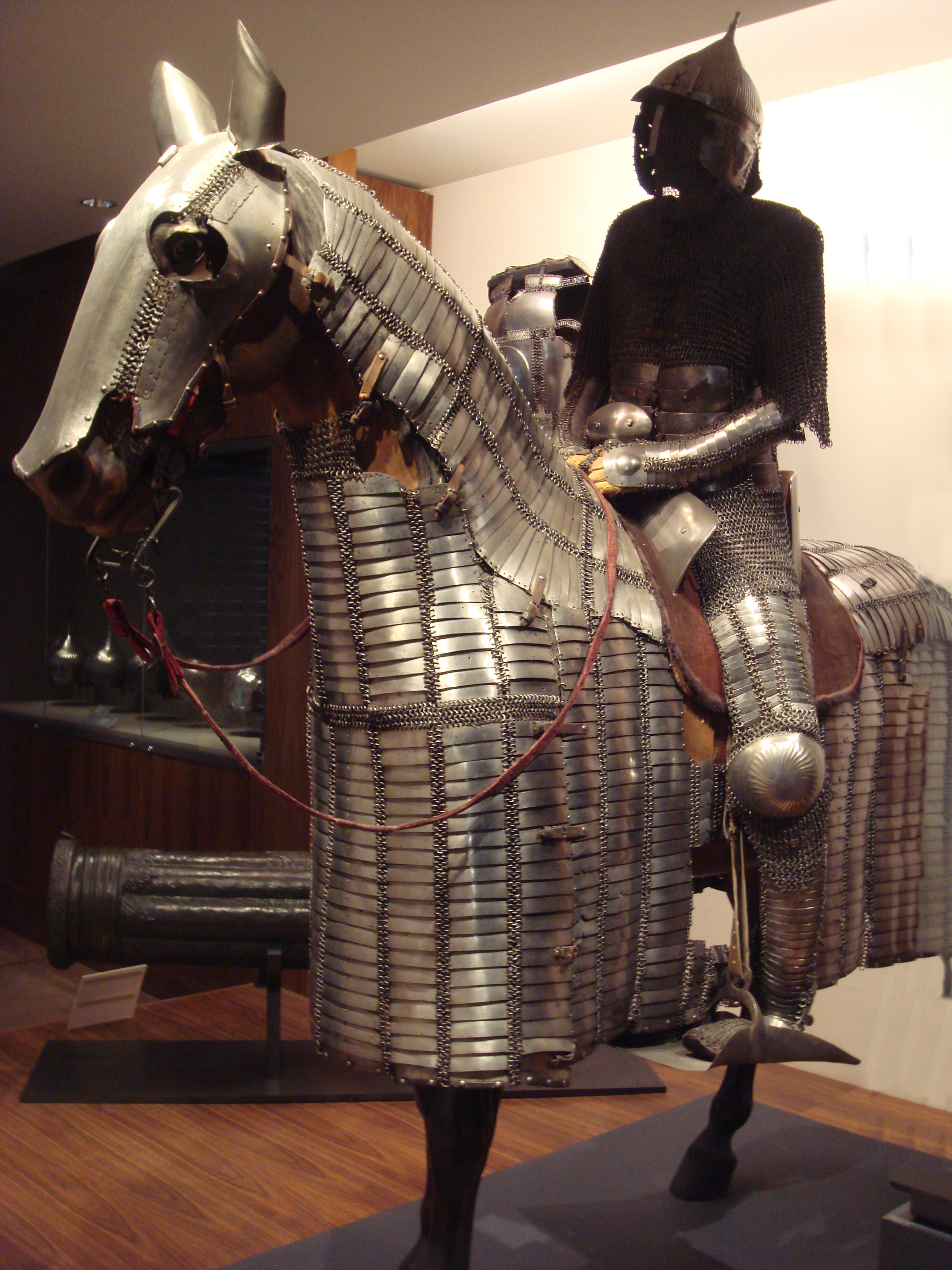
Ottomaanse mamlukse ridder

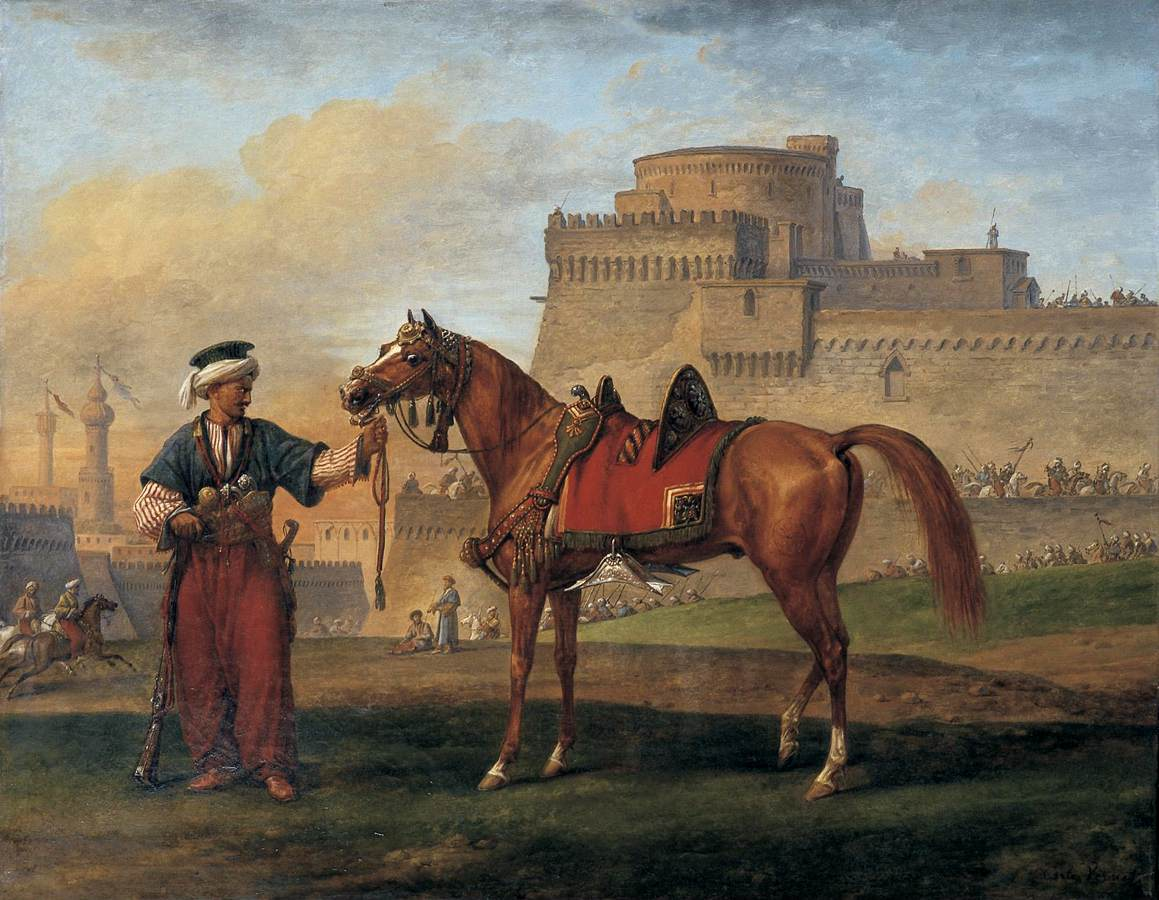
Schilderij ca 1800, Carle Vernet: Een mammeluk met zijn paard

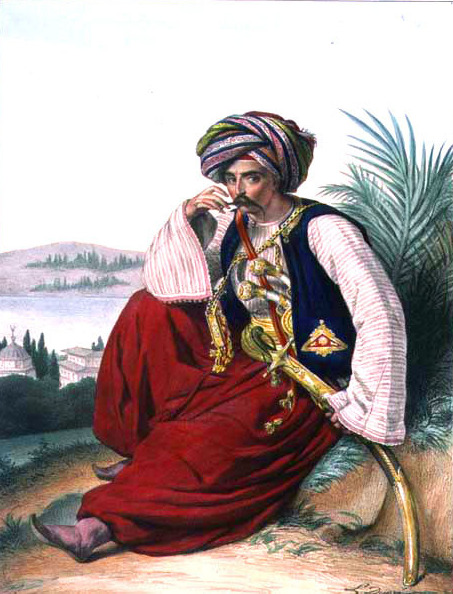
Louis Dupré: Griekse mammeluk van Napoleon

Mammelukken of mamlukken (Arabisch: مملوك; letterlijk: (een persoon) in bezit, bezetene; vroeger ook als "mamelukken" gespeld) waren van de negende tot de negentiende eeuw niet-Arabische slaaf-soldaten, van origine merendeels Turks, Kaukasisch, Oost- en Zuidoost Europees, die opgeleid werden voor militaire of bestuurlijke dienst onder de regerende Arabische dynastieën. De meesten waren geboren in arme families, die bij een overschot aan kinderen hun zonen verkochten. Veel vorsten maakten gebruik van legers die grotendeels uit dergelijke slaven bestonden, hun status lag boven die van een gewone slaaf. Mammelukken die bijzonder capabel bleken, konden tot hoge functies opklimmen, zoals legerleider, minister of vizier. In een aantal gevallen werd een voormalige slaaf zelfs sultan.
In het Midden-Oosten, met name in Egypte, maar ook in Mesopotamia en India, groeide uit de mammelukken een machtige militaire orde, die als ridders te paard vochten, onder andere tegen legers georganiseerd in christelijke militaire veldtochten, de Kruistochten. Van 1250 tot 1517 regeerde een mammelukkendynastie van sultans over Egypte. Eerder, in 1206, was in het noorden van India de Slavendynastie aan de macht gekomen.

## Opkomst
De eerste mammelukken werkten in de 9e eeuw voor het Abbasiden-kalifaat in Bagdad. De Abbasiden wierven hen uit niet-moslimfamilies in Anatolië, Oost-Europa, Centraal-Azië en de Kaukasus, maar ook Russen, Hongaren, Grieken en Egyptenaren werden geworven. Door niet-moslims als militairen in te zetten, werd gedeeltelijk het islamitische verbod op gewelddadige gevechten tussen moslims omzeild. Na hun bekering tot de islam werden zij opgeleid tot cavaleristen. Hun diensten konden worden beloond met vrijheid. Enkele mammelukken klommen op tot hoge posities binnen het rijk. De status was niet-erfelijk: zonen konden hun vaders niet opvolgen.
In het leger van het Ajjoebidische Rijk, opgericht door Saladin, kregen de mammelukken na verloop van tijd de macht in handen. In 1250 leidden mammelukse emirs een succesvolle staatsgreep en vermoordden de Ajjoebidische sultan. Daarna konden ze Egypte voor zich opeisen.

## Baibars
Vanuit hun basis in Caïro rukten ze op naar Syrië en Palestina. In 1260 bracht Baibars, hun aanvoerder, in het noorden van Palestina het Mongoolse leger een nederlaag toe. In 1271 veroverde hij in Syrië de kruisvaardersburchten Chastel Blanc en het Krak des Chevaliers. In 1291 vielen ook de steden Tyrus, Sidon, Beiroet en Akko. Zo voltooiden de mammelukken het werk van Saladin en verdreven de laatste kruisvaarders uit de Levant. Hun rijk strekte zich nu uit tot Oost-Turkije.
De mammelukken hielden vast aan het slavensysteem: diegene die het grootste slavenleger had, kon sultan worden. Er was dus ook toen geen erfelijke opvolging. Eenmaal aan de top moest de sultan een bekwaam machiavellist zijn om zich te kunnen handhaven. De mammelukken waren trots op hun vechtkunst.

## Rijkdommen
Dankzij hun veroveringen beheersten zij de specerijenhandel in oost-westrichting. De belastingen op bijvoorbeeld specerijen, zijde en parfum maakten Caïro tot een van de rijkste steden ter wereld. Dit blijkt uit het erfgoed aan schitterende bouwwerken (vooral moskeeën) die nu nog aanwezig zijn. De bouwtradities uit het Midden-Oosten werden gecombineerd: de mammelukken vermengden Armeens metselwerk met Noord-Afrikaans stucwerk, Byzantijnse mozaïeken met polychroom ingelegd marmer. Belangrijke voorbeelden van deze architectuur zijn de moskeeën van Sultan Hassan en ar-Rifai in Caïro. Ook in Syrië vindt men bouwwerken uit deze tijd: een voorbeeld is het mammelukken-paleis binnen de citadel van Aleppo.
Het mammelukken-monopolie op de oost-westhandel spoorde Europa aan nieuwe wegen naar Oost-Azië te zoeken. Na een vergeefse poging in westelijke richting, waarbij Columbus in 1492 landde in Amerika in plaats van in India, wist in 1498 Vasco da Gama de Kaap de Goede Hoop te omvaren; dit betekende een zware slag voor de Egyptische handel.

## Ottomanen
Het mammelukse Rijk werd ten val gebracht door de Ottomanen. In 1517 versloeg sultan Selim I het mammelukse leger en veroverde hun hele rijk in slechts enkele jaren. De Ottomanen namen de macht in Egypte over, maar de mammelukken bleven aan als plaatselijke elite.

## Napoleon
In 1798 viel Napoleon Egypte binnen met een Frans revolutionair leger en versloeg de mammelukken (zie: Expeditie van Napoleon naar Egypte). Napoleon was niettemin onder de indruk van de mammelukse cavalerie en formeerde een eigen mammelukken-korps voor het Franse leger. Napoleons lijfwacht Roustam Raza was ook een mammeluk.

## Afbeeldingen

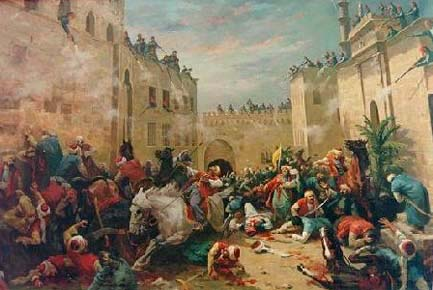
Mammelukken door Horace Vernet
Mammelukkengevecht in Caïro, Horace Vernet